# Harpo Marx
Harpo Marx (født 23. november 1888, død 28. september 1964) var amerikansk skuespiller. Han var en af Marx Brothers, og med gruppens film fra 1930'erne og 1940'erne opnåede han verdensberømmelse.

## Personen
Hans fødenavn var Adolph Marx, som han senere ændrede til Arthur, da det tyske navn ikke var populært under 1. verdenskrig. Hans scenenavn stammer fra hans evner til at spille på harpe, som kan opleves i de fleste af filmene med gruppen. Interessen for harpen stammer fra hans tidlige ungdom, hvor han fandt ud af, at han hverken kunne synge eller danse, og at han ikke engang talte specielt godt. Han fik den første harpe af sin onkel, og han lærte sig selv at spille på den. Med udgangspunkt i et billede af en harpenist fandt han ud af, hvordan den skulle holdes, og han prøvede selv at stemme harpen. Da han ikke havde vejledning, stemte han den ukorrekt, men han kunne alligevel spille på den. Senere forsøgte han uden held med kyndige instruktører at lære at spille rigtigt.

## Karriere
Harpo Marx indledte sin scenekarriere med et par af sine brødre i vaudeviller og andre shows i 1910. Han klarede kun talenumrene dårligt, så derfor udviklede han sit mimiske talent. Han var med hele vejen med gruppens første succes på Broadway fra 1924 og senere som følge heraf i deres succesfulde filmkarriere. Efter gruppens opløsning optrådte han fra tid til anden i tv-shows og film. Han udgav i 1961 selvbiografien med den ironiske titel, Harpo Speaks.

## Kendetegn
Harpos figur i filmene er den stumme kammerat til Chico, der trods absurde gags på bunden er trofast og hjælpsom. Hans fremtræden er vagabondagtig med en lang regnfrakke og høj, krøllet hat oven på den krøllede paryk. Han taler ikke i filmene, og hans kommunikation giver ofte anledning til rebusagtige scener, hvor han med mimik og en stribe hjælpemidler formidler sit budskab. Han opnår i mange film at komme i en situation, hvor han demonstrerer sit harpespil. Endelig ses han ofte på pigejagt.